# 少年將帥
少年將帥（：／）是一部由位於朝鲜民主主義人民共和國的SEK工作室所制作的動畫劇集。该動畫講述的是高句丽將軍抗擊入侵者的故事。該動畫的第一季于1982年至1997年播出，共50集。续集於2015年8月开播，至2019年12月22日播出最后一集，共播出50集。累计共播出100集。 